# 新烏克蘭卡 (海尼切斯克區)
46°41′12″N 34°7′32″E / 46.68667°N 34.12556°E
新烏克蘭卡（烏克蘭語：Новоукраїнка）是位於烏克蘭南部的村莊，由赫爾松州海尼切斯克區的新特羅伊茨凱市鎮負責管轄。該村始建於1923年，面積35平方公里，海拔高度31米，2001年人口91，人口密度每平方公里2.6人。